# 沖永良部警察署
沖永良部警察署（おきのえらぶけいさつしょ）は、鹿児島県大島郡和泊町、知名町、与論町を管轄区域とする鹿児島県警察所轄の警察署。

## 概要

### 管内の概要
管内人口
- 合計 : 17,401人
  - 和泊町 : 6,437人
  - 知名町 : 5,909人
  - 与論町 : 5,055人

2018年（平成30年）12月1日現在

管内世帯数
- 合計 : 7,680世帯
  - 和泊町 : 2,885世帯
  - 知名町 : 2,608世帯
  - 与論町 : 2,187世帯

2018年（平成30年）12月1日現在

管内面積
- 合計 : 114.27 km2
  - 和泊町 : 40.39 km2
  - 知名町 : 53.30 km2
  - 与論町 : 20.58 km2

2018年（平成30年）10月1日現在

## 組織
- 署長
  - 次長 
    - 警務課
    - 会計課
    - 地域課
    - 交通課
    - 生活安全刑事課
    - 警備課

## 幹部派出所・交番・駐在所

### 幹部派出所
与論町
- 与論幹部派出所

### 交番
知名町
- 知名交番

### 駐在所
和泊町
- 国頭駐在所

知名町
- 田皆駐在所